# Tu condena
Tu condena es el cuarto disco del grupo español Boikot, de estilo punk-rock. Fue lanzado a la venta en el año 1996. En este trabajo siguen autogestionándose con «Producciones BKT», y bajo el sello musical BOA.

## Lista de canciones
1. Dopaje(con Robe Iniesta)
2. Fraskito
3. Lluvia Ácida
4. Con Mucha Clase
5. Jauría de Perros
6. Noche de Orujo
7. Violencia
8. Legalización
9. Oprime
10. Adagio
11. Déjeme en Paz
12. Tu Condena (con Robe Iniesta)
13. Cría Cuervos (Directo)

## Formación
- Alberto Pla: Guitarra y coros
- Juan "Grass": Batería
- Juan Carlos Cabano: Voz y bajo
- Kosta: Guitarra y coros

- Datos: Q9090472